# خاروبین
خاروبین (به لهستانی:  Charubin) یک روستا در لهستان است که در گمینا توروشل واقع شده‌است. خاروبین ۲۳۱ نفر جمعیت دارد.